# Grallina
Gralline
Genre
Synonymes
- Colobathris Gloger, 1842[2]
- Colobatris Hoeven, 1855[2]
- Grallipes Sundevall, 1873[2]
- Tanypus Oppel, 1812[2]

Grallina est un genre d'oiseaux de la famille des Monarchidae.

## Liste des espèces
Selon la classification de référence du Congrès ornithologique international (version 6.4, 2016) :
- Grallina cyanoleuca (Latham, 1801) - Gralline pie
  - Grallina cyanoleuca cyanoleuca (Latham, 1801)
  - Grallina cyanoleuca neglecta (Mathews, 1912)
- Grallina bruijnii (Salvadori, 1876) - Gralline papoue